# Johan Wilhelm Zetterstedt
Johan Wilhelm Zetterstedt (ur. 20 maja 1785 w Göteborgu, zm. 23 grudnia 1874 w Lund) – szwedzki botanik i entomolog.
Studiował botanikę na Uniwersytecie w Lund. Jego mentorem był Anders Jahan Retzius. Pod jego kierunkiem doktoryzował się. W 1810 roku został nauczycielem botaniki, a w 1812 roku adiunktem na Wydziale Historii Naturalnej Uniwersytetu w Lund. W 1822 roku zdobył tytuł profesora. Od 1836 roku wykładał botanikę i ekonomię stosowaną na tej samej uczelni. Na emeryturę odszedł w 1853 roku.
Zetterstedt był autorem licznych publikacji. Za najważniejszą jego pracę na polu botaniki uznaje się Dissertatio de Fæcundatione Plantarum wydaną w latach 1810–1812. Na polu entomologii specjalizował się w muchówkach i błonkówkach, ale badał także inne grupy owadów. Do najważniejszych jego prac w tym zakresie należą: Orthoptera Sueciæ z 1821 roku, Fauna insectorum Lapponica z 1828 roku, Monographia Scatophagarum Scandinaviæ z 1835 roku, wydawane w latach 1838–1840 Insecta Lapponica oraz wydawane w latach 1842–1860 Diptera Scandinaviæ. Jego prace należą do najwcześniejszych publikacji faunistycznych dotyczących Fennoskandii.
Jego zbiory zdeponowane są w Muzeum Zoologii Uniwersytetu w Lund.